# Лопу ду Нашсіменту
Ло́пу Фортуна́ту Фере́йра ду Нашсиме́нту (порт. Lopo Fortunato Ferreira do Nascimento; нар. 10 червня 1942 року) — перший прем'єр-міністр Анголи з 11 листопада 1975 до 9 грудня 1978 року.
У подальшому займав різні відповідальні пости — зокрема, у 1992 році як міністр управління територіями був одним з відповідальних за проведення перших в Анголі багатопартійних виборів, у 1997 році займав посаду Генерального секретаря партії МПЛА.